# Åmträskkalven
Åmträskkalven är en sjö i Lycksele kommun i Lappland och ingår i Umeälvens huvudavrinningsområde. Sjön har en area på 0,127 kvadratkilometer och ligger 249,8 meter över havet.

## Delavrinningsområde
Åmträskkalven ingår i det delavrinningsområde (718611-164143) som SMHI kallar för Mynnar i Alträskbäcken. Medelhöjden är 294 meter över havet och ytan är 11,08 kvadratkilometer. Det finns inga avrinningsområden uppströms utan avrinningsområdet är högsta punkten. Vattendraget som avvattnar avrinningsområdet har biflödesordning 5, vilket innebär att vattnet flödar genom totalt 5 vattendrag innan det når havet efter 198 kilometer. Avrinningsområdet består mestadels av skog (90 procent). Avrinningsområdet har 0,66 kvadratkilometer vattenytor vilket ger det en sjöprocent på 5,9 procent.